# Дубровник беловойлочный
Дубро́вник белово́йлочный, или Дубро́вник бе́лый, или Седач (лат. Téucrium pólium) — вид растений рода Дубровник (Teucrium) семейства Яснотковые (Lamiaceae). Распространён в Евразии и Африке.
Листья и верхушки стеблей испытаны и одобрены как пряность при обработке рыбы.

## Ботаническое описание
Многолетний полукустарник высотой 30-40 см.
Стебель при основании древеснеющий, цилиндрический, белый, с бело-войлочным опушением, восходящий, с многочисленными приподнимающимися извилистыми ветвями.
Листья сидячие, длиной 0,5—3,5 см, ланцетные или линейные, тупые с клиновидным основанием, городчатые, густоопушённые.
Цветки мелкие, 5—8 см длиной, с беловатым венчиком, в сильно сближенных ложных мутовках, образующих головчатые соцветия.
Цветёт в мае—августе. Плоды созревают в июле—сентябре.

## Распространение и экология
Произрастает в Центральной и Южной Европе, на севере Африки (Алжир, Тунис, Марокко), в Малой Азии, кроме того, встречается на Кавказе и в Туркменистане.
Произрастает на сухих глинистых и каменистых склонах и осыпях, на известняковых и меловых обнажениях, приморских ракушечных пересыпях.

## Растительное сырьё
В надземной части содержится 0,04—0,3 % эфирного масла, главной составной частью которого является борнилацетат. Количество эфирного масла по мере развития растения постепенно возрастает, достигая максимума в период полного цветения. Эфирное масло имеет жёлто-зелёный цвет и приятный запах, содержит небольшое количество спиртов и сложных эфиров. В плодах содержится эфирное масло, выход которого после ферментации составляет 0,83 % (аллилгорчичное масло). При обычной обработке выход масла 0,33 %.

## Классификация

### Таксономия
Дубровник беловойлочный входит в род Дубровник (Teucrium) семейства Яснотковые (Lamiaceae) порядка Ясноткоцветные (Lamiales).
|  |                                      |  |                                                             |                                                             |                      |  | ещё 21 семейство (согласно Системе APG II) | ещё 21 семейство (согласно Системе APG II) |                             |  |  |  | ещё более 50 видов |
|  |                                      |  |                                                             |                                                             |                      |  | ещё 21 семейство (согласно Системе APG II) | ещё 21 семейство (согласно Системе APG II) |                             |  |  |  | ещё более 50 видов |
|  |                                      |  |                                                             | порядок Ясноткоцветные                                      |                      |  |                                            |                                            | род Дубровник               |  |  |  |                    |
|  |                                      |  |                                                             | порядок Ясноткоцветные                                      |                      |  |                                            |                                            | род Дубровник               |  |  |  |                    |
|  | отдел Цветковые, или Покрытосеменные |  |                                                             |                                                             | семейство Яснотковые |  |                                            |                                            | вид Дубровник беловойлочный |  |  |  |                    |
|  | отдел Цветковые, или Покрытосеменные |  |                                                             |                                                             | семейство Яснотковые |  |                                            |                                            |                             |  |  |  |                    |
|  |                                      |  | ещё 44 порядка цветковых растений (согласно Системе APG II) | ещё 44 порядка цветковых растений (согласно Системе APG II) |                      |  |                                            | ещё около 210 родов                        | ещё около 210 родов         |  |  |  |                    |
|  |                                      |  |                                                             | ещё 44 порядка цветковых растений (согласно Системе APG II) |                      |  |                                            |                                            | ещё около 210 родов         |  |  |  |                    |

### Подвиды
Существуют три подвида дубровника беловойлочного:
- Teucrium polium subsp. capitatum (L.) Arcang.
- Teucrium polium subsp. expansum (Pau) Rivas Goday & Borja
- Teucrium polium subsp. polium L. — отдельно не выделяется, но данным подвидом считают основной вид.